# Episothalma indeterminata
Episothalma indeterminata là một loài bướm đêm trong họ Geometridae.